# Deutscher Sportclub Arminia Bielefeld 1986-1987
Questa voce raccoglie le informazioni riguardanti il Deutscher Sportclub Arminia Bielefeld nelle competizioni ufficiali della stagione 1986-1987.

## Stagione
Nella stagione 1986-1987 l'Arminia Bielefeld, allenato da Horst Franz e Fritz Fuchs, concluse il campionato di 2. Bundesliga al 9º posto. In Coppa di Germania l'Arminia Bielefeld fu eliminato al secondo turno dal Karlsruhe.

## Rosa
| N. |                     | Ruolo | Calciatore        |
| -- | ------------------- | ----- | ----------------- |
|    | Germania (bandiera) | P     | Dirk Hellmann     |
|    | Germania (bandiera) | P     | Wolfgang Kneib    |
|    | Germania (bandiera) | D     | Carsten Brilka    |
|    | Germania (bandiera) | D     | Andreas Ellguth   |
|    | Germania (bandiera) | D     | Andreas Golombek  |
|    | Germania (bandiera) | D     | Martin Kollenberg |
|    | Germania (bandiera) | D     | Dirk Konerding    |
|    | Germania (bandiera) | D     | Reiner Maurer     |
|    | Germania (bandiera) | D     | Andreas Ridder    |
|    | Germania (bandiera) | D     | Dietmar Schacht   |
|    | Germania (bandiera) | D     | Detlef Schnier    |
|    | Serbia (bandiera)   | D     | Damir Simac       |
|    | Croazia (bandiera)  | D     | Boris Tičić       |

| N. |                     | Ruolo | Calciatore            |
| -- | ------------------- | ----- | --------------------- |
|    | Germania (bandiera) | C     | Ulrich Büscher        |
|    | Germania (bandiera) | C     | Norbert Eilenfeldt    |
|    | Germania (bandiera) | C     | Thomas Gerstner       |
|    | Germania (bandiera) | C     | Oliver Roggensack     |
|    | Germania (bandiera) | C     | Helmut Schröder       |
|    | Germania (bandiera) | A     | Volker Grahl          |
|    | Germania (bandiera) | A     | Michael Hausen        |
|    | Germania (bandiera) | A     | Paul Jaschke          |
|    | Germania (bandiera) | A     | Thomas Ostermann      |
|    | Giappone (bandiera) | A     | Kazuo Ozaki           |
|    | Germania (bandiera) | A     | Thomas Sagel          |
|    | Germania (bandiera) | A     | Waldemar Steubing     |
|    | Germania (bandiera) | A     | Matthias Westerwinter |

## Organigramma societario
Area tecnica
- Allenatore: Fritz Fuchs
- Allenatore in seconda:
- Preparatore dei portieri:
- Preparatori atletici:

## Calciomercato

### Sessione estiva
| Acquisti | Acquisti              | Acquisti             | Acquisti |
| R.       | Nome                  | da                   | Modalità |
| -------- | --------------------- | -------------------- | -------- |
| A        | Waldemar Steubing     | Union Solingen       |          |
| C        | Norbert Eilenfeldt    | Kaiserslautern       |          |
| D        | Martin Kollenberg     | Gütersloh            |          |
| D        | Dirk Konerding        | Osnabrück (juniores) |          |
| D        | Reiner Maurer         | Karlsruhe            |          |
| A        | Thomas Sagel          | Paderborn            |          |
| D        | Dietmar Schacht       | TeBe Berlino         |          |
| D        | Detlef Schnier        | Saarbrücken          |          |
| D        | Boris Tičić           | Rijeka               |          |
| A        | Matthias Westerwinter | Hertha Berlino       |          |

| Cessioni | Cessioni        | Cessioni               | Cessioni |
| R.       | Nome            | a                      | Modalità |
| -------- | --------------- | ---------------------- | -------- |
| C        | Uwe Haas        | RW Oberhausen          |          |
| D        | Thomas Helmer   | Borussia Dortmund      |          |
| A        | Stefan Kohn     | Bayer Leverkusen       |          |
| C        | Pasi Rautiainen | HJK                    |          |
| C        | Michael Wilke   | Eintracht Braunschweig |          |
| D        | Horst Wohlers   | Paderborn              |          |
| D        | Michael Wollitz | Colonia                |          |

### Sessione invernale
| Acquisti | Acquisti     | Acquisti  | Acquisti |
| R.       | Nome         | da        | Modalità |
| -------- | ------------ | --------- | -------- |
| A        | Paul Jaschke | Osnabrück |          |

| Cessioni | Cessioni | Cessioni | Cessioni |
| R.       | Nome     | a        | Modalità |
| -------- | -------- | -------- | -------- |

## Risultati

### 2. Bundesliga

#### Girone di andata
| Colonia 26 luglio 1986, ore 15:00 CEST 1ª giornata | Fortuna Colonia | 0 – 0 referto | Arminia Bielefeld | Südstadion (3 500 spett.)\| Arbitro: \| Dellwing \| |
| Arbitro:                                           | Dellwing        |               |                   |                                                     |

| Arbitro: | Ahlenfelder |

|                           |           |                                 |
| Ozaki 9’ Westerwinter 56’ | Marcatori | 54’, 67’ Kügler 62’ Falkenstein |

| Arbitro: | Malbranc |

|                           |           |                                   |
| Siebart 59’ Ellmerich 72’ | Marcatori | 13’ Westerwinter 35’, 42’ Ellguth |

| Bielefeld 16 agosto 1986, ore 15:00 CEST 4ª giornata | Arminia Bielefeld | 0 – 0 referto | Friburgo | Bielefelder Alm (6 000 spett.)\| Arbitro: \| Richmann \| |
| Arbitro:                                             | Richmann          |               |          |                                                          |

| Arbitro: | Barnick |

|                    |           |  |
| Gries 22’ Ruof 90’ | Marcatori |  |

| Arbitro: | Puchalski |

|                     |           |            |
| Gerstner 36’ (rig.) | Marcatori | 90’ Zander |

| Arbitro: | Harder |

|             |           |              |
| Schacht 75’ | Marcatori | 67’ Dubovina |

| Arbitro: | Kröger |

|          |           |           |
| Kuhl 85’ | Marcatori | 40’ Sagel |

| Arbitro: | Steinborn |

|             |           |             |
| Schacht 28’ | Marcatori | 18’ Dezelak |

| Arbitro: | Merk |

|                              |           |             |
| Jurgeleit 32’ Steininger 43’ | Marcatori | 22’ Schacht |

| Arbitro: | Brückner |

|           |           |                        |
| Sagel 67’ | Marcatori | 58’ Giesel 89’ Surmann |

| Arbitro: | Correll |

|                                   |           |  |
| Pilipović 11’ Harforth 77’ (rig.) | Marcatori |  |

| Arbitro: | Tritschler |

|           |           |                                        |
| Sagel 44’ | Marcatori | 19’ Schneider 78’ Kruszyński 83’ Brace |

| Arbitro: | Bodmer |

|             |           |              |
| Weyland 47’ | Marcatori | 68’ Golombek |

| Arbitro: | Reinstädtler |

|                                |           |                          |
| Westerwinter 8’ Kollenberg 10’ | Marcatori | 45’, 46’ Jursch 76’ Grau |

| Arbitro: | Kriegelstein |

|             |           |  |
| Stadler 78’ | Marcatori |  |

| Arbitro: | Retzmann |

|                                         |           |             |
| Gerstner 3’ Golombek 63’, 87’ Sagel 85’ | Marcatori | 22’ Bittorf |

| Arbitro: | Eli |

|           |           |                             |
| Steck 51’ | Marcatori | 50’ Schröder 76’ Kollenberg |

| Arbitro: | Steffens |

|                  |           |  |
| Westerwinter 39’ | Marcatori |  |

#### Girone di ritorno
| Arbitro: | Heitmann |

|                                            |           |                              |
| Westerwinter 6’ Schacht 53’ Kollenberg 63’ | Marcatori | 5’ Gede 22’ Aussem 66’ Kropp |

| Arbitro: | Theobald |

|           |           |                 |
| Fruck 17’ | Marcatori | 6’ Westerwinter |

| Arbitro: | Assenmacher |

|                                           |           |             |
| Ellguth 15’ Steubing 47’ Westerwinter 68’ | Marcatori | 36’ Pospich |

| Friburgo in Brisgovia 20 aprile 1987, ore 19:00 CEST 23ª giornata | Friburgo   | 0 – 0 referto | Arminia Bielefeld | Dreisamstadion (2 500 spett.)\| Arbitro: \| Birlenbach \| |
| Arbitro:                                                          | Birlenbach |               |                   |                                                           |

| Arbitro: | Merk |

|              |           |                                                    |
| Schröder 62’ | Marcatori | 33’ Ruof 45’, 83’ Olck 63’ Notthoff 86’ Zimmermann |

| Arbitro: | Wittke |

|                        |           |  |
| Beermann 2’ Gerber 90’ | Marcatori |  |

| Arbitro: | Steinborn |

|            |           |                        |
| Knecht 72’ | Marcatori | 23’ Ellguth 37’ Maurer |

| Arbitro: | Zimmermann |

|                     |           |  |
| Gerstner 72’ (rig.) | Marcatori |  |

| Arbitro: | Correll |

|                             |           |  |
| Stichler 28’ Regenbogen 61’ | Marcatori |  |

| Arbitro: | Kasper |

|                |           |         |
| Eilenfeldt 48’ | Marcatori | 28’ Dum |

| Arbitro: | Kriegelstein |

|                                           |           |              |
| Reich 20’ Thomas 36’, 44’ Grillemeier 80’ | Marcatori | 16’ Steubing |

| Arbitro: | Gabor |

|                     |           |             |
| Gerstner 40’ (rig.) | Marcatori | 71’ Glesius |

| Arbitro: | Rubel |

|  |           |                            |
|  | Marcatori | 51’ Gerstner 82’ Ostermann |

| Arbitro: | Heitmann |

|                                                    |           |  |
| Schacht 2’ Gerstner 11’ Westerwinter 17’ Grahl 20’ | Marcatori |  |

| Arbitro: | Brückner |

|            |           |                                                  |
| Jursch 12’ | Marcatori | 3’, 20’ Westerwinter 45’, 56’ Steubing 61’ Grahl |

| Arbitro: | Reinstädtler |

|             |           |           |
| Ellguth 25’ | Marcatori | 86’ Elser |

| Oberhausen 6 giugno 1987, ore 15:00 CEST 36ª giornata | RW Oberhausen | 0 – 0 referto | Arminia Bielefeld | Niederrheinstadion (1 500 spett.)\| Arbitro: \| Kröger \| |
| Arbitro:                                              | Kröger        |               |                   |                                                           |

| Arbitro: | Diekert |

|                                                      |           |            |
| Grahl 40’, 73’ Kollenberg 43’, 88’ Nickel 61’ (aut.) | Marcatori | 10’ Kohnle |

| Arbitro: | Scheuerer |

|                                             |           |                                                          |
| Freudenstein 9’ Sippel 17’, 80’ Rombach 85’ | Marcatori | 34’, 71’ Ozaki 63’ (rig.), 82’ Westerwinter 69’ Schröder |

### Coppa di Germania
| Arbitro: | Hellwig |

|             |           |                                                                 |
| Schmidt 59’ | Marcatori | 12’, 41’ Westerwinter 32’ Sagel 70’ (aut.) Layritz 80’ Schröder |

| Arbitro: | Osmers |

|  |           |                     |
|  | Marcatori | 27’, 87’ Schütterle |

## Statistiche

### Statistiche di squadra
| Competizione      | Punti | In casa | In casa | In casa | In casa | In casa | In casa | In trasferta | In trasferta | In trasferta | In trasferta | In trasferta | In trasferta | Totale | Totale | Totale | Totale | Totale | Totale | DR |
| Competizione      | Punti | G       | V       | N       | P       | Gf      | Gs      | G            | V            | N            | P            | Gf           | Gs           | G      | V      | N      | P      | Gf     | Gs     | DR |
| ----------------- | ----- | ------- | ------- | ------- | ------- | ------- | ------- | ------------ | ------------ | ------------ | ------------ | ------------ | ------------ | ------ | ------ | ------ | ------ | ------ | ------ | -- |
| 2. Bundesliga     | 38    | 19      | 6       | 8       | 5       | 34      | 28      | 19           | 6            | 6            | 7            | 24           | 27           | 38     | 12     | 14     | 12     | 58     | 55     | +3 |
| Coppa di Germania | -     | 1       | 0       | 0       | 1       | 0       | 2       | 1            | 1            | 0            | 0            | 5            | 1            | 2      | 1      | 0      | 1      | 5      | 3      | +2 |
| Totale            | 38    | 20      | 6       | 8       | 6       | 34      | 30      | 20           | 7            | 6            | 7            | 29           | 28           | 40     | 13     | 14     | 13     | 63     | 58     | +5 |

### Andamento in campionato
| Giornata  | 1  | 2  | 3 | 4  | 5  | 6  | 7  | 8  | 9  | 10 | 11 | 12 | 13 | 14 | 15 | 16 | 17 | 18 | 19 | 20 | 21 | 22 | 23 | 24 | 25 | 26 | 27 | 28 | 29 | 30 | 31 | 32 | 33 | 34 | 35 | 36 | 37 | 38 |
| --------- | -- | -- | - | -- | -- | -- | -- | -- | -- | -- | -- | -- | -- | -- | -- | -- | -- | -- | -- | -- | -- | -- | -- | -- | -- | -- | -- | -- | -- | -- | -- | -- | -- | -- | -- | -- | -- | -- |
| Luogo     | T  | C  | T | C  | T  | C  | C  | T  | C  | T  | C  | T  | C  | T  | C  | T  | C  | T  | C  | C  | T  | C  | T  | C  | T  | T  | C  | T  | C  | T  | C  | T  | C  | T  | C  | T  | C  | T  |
| Risultato | N  | P  | V | N  | P  | N  | N  | N  | N  | P  | P  | P  | P  | N  | P  | P  | V  | V  | V  | N  | N  | V  | N  | P  | P  | V  | V  | P  | N  | P  | N  | V  | V  | V  | N  | N  | V  | V  |
| Posizione | 12 | 16 | 9 | 10 | 15 | 15 | 16 | 13 | 13 | 15 | 17 | 18 | 18 | 18 | 18 | 19 | 19 | 16 | 15 | 16 | 15 | 14 | 13 | 14 | 15 | 14 | 14 | 14 | 14 | 15 | 16 | 15 | 13 | 12 | 12 | 12 | 10 | 9  |

Legenda:

Luogo: C = Casa; T = Trasferta. Risultato: V = Vittoria; N = Pareggio; P = Sconfitta.

### Statistiche dei giocatori
| Giocatore       | 2. Bundesliga | 2. Bundesliga | 2. Bundesliga | 2. Bundesliga | Coppa di Germania | Coppa di Germania | Coppa di Germania | Coppa di Germania | Totale   | Totale | Totale      | Totale     |
| Giocatore       | Presenze      | Reti          | Ammonizioni   | Espulsioni    | Presenze          | Reti              | Ammonizioni       | Espulsioni        | Presenze | Reti   | Ammonizioni | Espulsioni |
| --------------- | ------------- | ------------- | ------------- | ------------- | ----------------- | ----------------- | ----------------- | ----------------- | -------- | ------ | ----------- | ---------- |
| C. Brilka       | 4             | 0             | 0             | 0             | 0                 | 0                 | 0                 | 0                 | 4        | 0      | 0           | 0          |
| U. Büscher      | 4             | 0             | 1             | 0             | 1                 | 0                 | 0                 | 0                 | 5        | 0      | 1           | 0          |
| N. Eilenfeldt   | 33            | 1             | 2             | 0             | 1                 | 0                 | 0                 | 0                 | 34       | 1      | 2           | 0          |
| A. Ellguth      | 29            | 5             | 3             | 0             | 2                 | 0                 | 0                 | 0                 | 31       | 5      | 3           | 0          |
| T. Gerstner     | 33            | 6             | 11            | 0             | 2                 | 0                 | 1                 | 0                 | 35       | 6      | 12          | 0          |
| A. Golombek     | 22            | 3             | 4             | 0             | 1                 | 0                 | 0                 | 0                 | 23       | 3      | 4           | 0          |
| V. Grahl        | 21            | 4             | 1             | 0             | 1                 | 0                 | 0                 | 0                 | 22       | 4      | 1           | 0          |
| M. Hausen       | 1             | 0             | 0             | 0             | 0                 | 0                 | 0                 | 0                 | 1        | 0      | 0           | 0          |
| D. Hellmann     | 3             | 0             | 0             | 0             | 0                 | 0                 | 0                 | 0                 | 3        | 0      | 0           | 0          |
| P. Jaschke      | 7             | 0             | 0             | 0             | 0                 | 0                 | 0                 | 0                 | 7        | 0      | 0           | 0          |
| W. Kneib        | 36            | 0             | 1             | 0             | 2                 | 0                 | 0                 | 0                 | 38       | 0      | 1           | 0          |
| M. Kollenberg   | 33            | 5             | 4             | 0             | 1                 | 0                 | 0                 | 0                 | 34       | 5      | 4           | 0          |
| D. Konerding    | 13            | 0             | 2             | 1             | 2                 | 0                 | 0                 | 0                 | 15       | 0      | 2           | 1          |
| R. Maurer       | 21            | 1             | 1             | 0             | 2                 | 0                 | 0                 | 0                 | 23       | 1      | 1           | 0          |
| T. Ostermann    | 18            | 1             | 0             | 0             | 1                 | 0                 | 0                 | 0                 | 19       | 1      | 0           | 0          |
| K. Ozaki        | 12            | 3             | 1             | 0             | 1                 | 0                 | 0                 | 0                 | 13       | 3      | 1           | 0          |
| A. Ridder       | 31            | 0             | 4             | 0             | 0                 | 0                 | 0                 | 0                 | 31       | 0      | 4           | 0          |
| O. Roggensack   | 1             | 0             | 0             | 0             | 0                 | 0                 | 0                 | 0                 | 1        | 0      | 0           | 0          |
| T. Sagel        | 19            | 4             | 2             | 0             | 2                 | 1                 | 0                 | 0                 | 21       | 5      | 2           | 0          |
| D. Schacht      | 28            | 5             | 11            | 0             | 2                 | 0                 | 0                 | 0                 | 30       | 5      | 11          | 0          |
| D. Schnier      | 15            | 0             | 2             | 0             | 0                 | 0                 | 0                 | 0                 | 15       | 0      | 2           | 0          |
| H. Schröder     | 33            | 3             | 6             | 0             | 2                 | 1                 | 0                 | 0                 | 35       | 4      | 6           | 0          |
| D. Simac        | 1             | 0             | 0             | 0             | 0                 | 0                 | 0                 | 0                 | 1        | 0      | 0           | 0          |
| W. Steubing     | 19            | 4             | 0             | 0             | 0                 | 0                 | 0                 | 0                 | 19       | 4      | 0           | 0          |
| B. Tičić        | 9             | 0             | 5             | 0             | 1                 | 0                 | 0                 | 0                 | 10       | 0      | 5           | 0          |
| M. Westerwinter | 35            | 12            | 5             | 0             | 2                 | 2                 | 0                 | 0                 | 37       | 14     | 5           | 0          |